# Марко Марковић (музичар)
Марко Марковић (Сурдулица, 29. фебруар 1988) српски је певач и трубач. Музичку каријеру је започео као члан бенда Бобан и Марко Марковић оркестар.

## Биографија
Марко Марковић је рођен 29. фебруара 1988. године у Сурдулици. Са пет година је почео да свира трубу, а 2002. године се прикључио свом оцу Бобану у бенду Бобан и Марко Марковић оркестар. Поред музичке каријере и сталних турнеја са оркестром, остварио је и улогу у филму Душана Милића Гуча!. Поред тога што је био главни глумац он је и одсвирао већину песама за тај филм. Марко је компоновао музику и за немачки филм Für Imme, који је приказан на фестивалу Darling Berlin 2015. године. 
Никада се није такмичио на сабору трубача у Гучи, али је зато спремао многе такмичаре који су побеђивали са његовим аранжманима или освајали титулу Мајстор трубе. За собом има преко хиљаду наступа у концертним дворанама и на фестивалима широм Европе, Северне и Јужне Америке као и сарадње са изузетним музичарима међу којима су Горан Бреговић, Шабан Бајрамовић, Васил Хаџиманов, Дубиоза Колектив, Магди Ружа, Есма Реџепова, Петар Ралчев, Џери Гонзалес, Ливио Минафра, Феруз Мустафов и Франк Лондон.
У сарадњи са музичарима са југа Србије, 2016. године основао је трубачки састав „Marko Marković Bras Bend“. Негују музички стил у ком спајају ромске и српске традиционалне и модерне, али и латино и џез елементе.
10. јануара 2020. је објављено да ће бити један од 24 учесника Беовизије 2020. са песмом Колачи коју су написали поред њега и Владимир Граић, Немања Филиповић и Леонтина Вукомановић. Наступио је у првом полуфиналу из којег се пласирао у финале. У финалу је био шести са 11 освојених бодова.

## Лични живот
Маркови родитељи су Лидија Марковић и Бобан Марковић. Такође, Марко има сестру Тамару. 2008. године се оженио Снежаном Раимовић. 